# Plumularia linkoi
Plumularia linkoi är en nässeldjursart som beskrevs av Nikolai Alexsandrovich Naumov 1960. Plumularia linkoi ingår i släktet Plumularia och familjen Plumulariidae.
Artens utbredningsområde är Svarta Havet. Inga underarter finns listade i Catalogue of Life.